# Alla snubbar vill ju va katt
Alla snubbar vill ju va katt (originaltitel Ev'rybody Wants to Be a Cat) är en sång från filmen Aristocats. Sången är ursprungligen skriven på engelska av Al Rinker (musik) och Floyd Huddlestone (text). Doreen Denning skrev den svenskspråkiga texten som framfördes av Leppe Sundvall, Per Myrberg och Margareta Sjödin.
I originalversionen framförs låten av Maurice Chevalier.

## Publikation
- Disneysångboken, 1993
- Barnens svenska sångbok (svenska), 1999, under rubriken "Hemma i världen".